# Joshua Brookes
Pour les articles homonymes, voir Brookes.
Joshua Brookes est un médecin et un naturaliste britannique, né le 24 novembre 1761 et mort le 10 janvier 1833.
Il étudie auprès de William Hunter (1718–1783) à Londres ainsi qu’à Paris. Il fait de très nombreux travaux d’anatomie et développe un important musée consacré à cette discipline grâce à la technique qu’il met au point pour la conservation des préparations.
Il devient membre de la Royal Society en 1819 et de la Société linnéenne de Londres.

## Liste partielle des publications
- 1828 : An address : delivered at the anniversary meeting of the Zoological Club of the Linnean Society, held at the Society's house, in Soho-Square, November 29, 1828[1] (Richard Taylor, Londres, 30 p.).